# Bareilly
Bareilly (alternativt Bareli) är en stad i den indiska delstaten Uttar Pradesh, och administrativ huvudort för distriktet Bareilly. Den hade 903 668 invånare vid folkräkningen 2011, med totalt 985 752 invånare i storstadsområdet. Bareilly ligger vid Ganges biflod Ramganga och järnvägslinjen Awadh-Rohilkand. Med sina 117 433 invånare år 1901 var den en relativt stor stad redan vid förra sekelskiftet. Staden har ett starkt fort med garnison, många moskéer och hindutempel samt ett palats, tillhörande nawaben av Rampur. Bareilly är bland annat känd för sin omfattande möbelindustri samt bambumarknad.